# Micah Parsons
Pour les articles homonymes, voir Parsons.
(en) Statistiques sur pro-football-reference
Micah Aaron Parsons, né le 26 mai 1999 à Harrisburg, est un joueur américain de football américain.
Il joue au poste de linebacker pour les Cowboys de Dallas dans la National Football League (NFL).

## Biographie

### Carrière universitaire
Parsons a joué au niveau universitaire pour les Nittany Lions de Penn State dans la NCAA Division I FBS où il est désigné joueur All-American à l'unanimité.
Il y reçoit également le Dick Butkus Award décerné au meilleur linebacker de la saison 2019. Il est ensuite désigné meilleur joueur défensif du Cotton Bowl 2019.
Il fait l'impasse sur la saison 2020 à la suite de la pandémie de Covid-19.

### Carrière professionnelle
Parsons se présente à la draft 2021 de la NFL où il est sélectionné en 12e choix global du premier tour par la franchise des Cowboys de Dallas. Le 9 juin 2021, il signe son contrat rookie pour un montant de 17 millions de dollars.
DeMarcus Lawrence se blessant au pied lors d'un entraînement avant le match de la 2e semaine de la saison 2021, Parsons est replacé au poste de defensive end, poste où il avait évolué au lycée et où il avait rapidement obtenu du succès en particulier pour ses qualités de pass rusher (en). En 8e semaine lors de la victoire 20 à 16 contre les Vikings du Minnesota, il réussit onze plaquages dont quatre pour perte de yards adverses ce qui lui vaut d'être désigné meilleur joueur défensif NFC de la semaine. Il réussit au moins un sack lors des six matchs consécutifs entre la 9e et la 14e semaine. Les 12 sacks qu'il a réussi en 13 matchs constituent la 4e meilleur performance par un rookie dans la NFL après Julius Peppers (13), Reggie White (13) and Leslie O'Neal (en) (12½). Parsons termine sa première saison NFL avec un bilan de 84 plaquages, 13 sacks et 3 fumbles forcés. Il est sélectionné pour disputer le Pro Bowl, figure dans l'équipe type All-Pro de l'Associated Press et est désigné meilleur débutant (rookie) défensif de la saison.

## Statistiques
| Année       | Équipe                      | Statut      | MJ |       | Plaquages | Plaquages | Plaquages | Plaquages |       | Interceptions | Interceptions | Interceptions | Interceptions |  | Fumbles | Fumbles |
| Année       | Équipe                      | Statut      | MJ | Total | Seul      | Ast.      | Sacks     | Nb.       | Yards | Déf.          | TD            | Nb.           | Rec.          |  |         |         |
| 2018        | Nittany Lions de Penn State | Fr.         | 13 | 82    | 47        | 35        | 1,5       | 0         | 0     | 0             | 0             | 2             | 0             |  |         |         |
| 2019        | Nittany Lions de Penn State | So.         | 13 | 109   | 52        | 57        | 5,0       | 0         | 0     | 5             | 0             | 4             | 1             |  |         |         |
| Totaux NCAA | Totaux NCAA                 | Totaux NCAA | 26 | 191   | 99        | 92        | 6,5       | 0         | 0     | 5             | 0             | 6             | 1             |  |         |         |

| Taille              | Poids           | Bras           | Main          | Sprint   | Sprint   | Sprint   | Shuttle 20 yards | 3 cones drill | Détente       | Détente             | Développé couché | Test Wonderlic |
| Taille              | Poids           | Bras           | Main          | 40 yards | 10 yards | 20 yards | Shuttle 20 yards | 3 cones drill | verticale     | horizontale         | Développé couché | Test Wonderlic |
| 1,91 m (6 ft 3⅛ in) | 112 kg (246 lb) | 80 cm (31½ in) | 28 cm (11 in) | 4,39 s   | 1,59 s   | 2,58 s   | 4,40 s           | 6,96 s        | 86 cm (34 in) | 320 cm (10 ft 6 in) | 19 reps          | -              |

| Année      | Équipe            | MJ |                 | Plaquages       | Plaquages       | Plaquages       | Plaquages       |                 | Interceptions   | Interceptions   | Interceptions | Interceptions |  | Fumbles | Fumbles |
| Année      | Équipe            | MJ | Total           | Seul            | Ast.            | Sacks           | Nb.             | Yards           | Déf.            | TD              | Nb.           | Rec.          |  |         |         |
| 2021       | Cowboys de Dallas | 16 | 84              | 64              | 20              | 13,0            | 0               | 0               | 3               | 0               | 3             | 0             |  |         |         |
| 2022       | Cowboys de Dallas | ?  | Saison en cours | Saison en cours | Saison en cours | Saison en cours | Saison en cours | Saison en cours | Saison en cours | Saison en cours | ?             | ?             |  |         |         |
| Totaux NFL | Totaux NFL        | 16 | 84              | 64              | 20              | 13,0            | 0               | 0               | 3               | 0               | 3             | 0             |  |         |         |

| Année      | Équipe            | MJ |       | Plaquages | Plaquages | Plaquages | Plaquages |       | Interceptions | Interceptions | Interceptions | Interceptions |  | Fumbles | Fumbles |
| Année      | Équipe            | MJ | Total | Seul      | Ast.      | Sacks     | Nb.       | Yards | Déf.          | TD            | Nb.           | Rec.          |  |         |         |
| 2021       | Cowboys de Dallas | 1  | 9     | 3         | 6         | 0,0       | 0         | 0     | 0             | 0             | 0             | 0             |  |         |         |
| Totaux NFL | Totaux NFL        | 1  | 9     | 3         | 6         | 0,0       | 0         | 0     | 0             | 0             | 0             | 0             |  |         |         |